# Club Atlético Rentistas
Il Club Atlético Rentistas, noto semplicemente come Rentistas, è una società calcistica di Cerrito de la Victoria, un quartiere di Montevideo, in Uruguay.

## Palmarès

### Competizioni nazionali
- Campionato uruguaiano: 1

Apertura 2020
- Segunda División Profesional de Uruguay: 4

1971, 1988, 1996, 2010-2011
- Divisional Intermedia: 1

1966
- Divisional Extra: 4

1948, 1949, 1957, 1963
- Divisional Extra de Fútbol de Uruguay: 1

1949

### Altri piazzamenti
- Campionato uruguaiano:

Secondo posto: Clausura 1998
- Segunda División Profesional de Uruguay:

Secondo posto: 2003, 2012-2013

## Rosa 2020-2021
| N. |                    | Ruolo | Calciatore             |
| -- | ------------------ | ----- | ---------------------- |
| 1  | Uruguay (bandiera) | P     | Nicolás Rossi          |
| 2  | Uruguay (bandiera) | D     | Facundo Parada         |
| 3  | Uruguay (bandiera) | D     | Martín González        |
| 4  | Uruguay (bandiera) | D     | Joaquín Sosa           |
| 5  | Uruguay (bandiera) | D     | Alexis Rolín           |
| 6  | Uruguay (bandiera) | C     | Francisco Duarte       |
| 7  | Uruguay (bandiera) | A     | Jonathan Urretaviscaya |
| 8  | Uruguay (bandiera) | D     | Andrés Rodales         |
| 9  | Uruguay (bandiera) | A     | Salomón Rodríguez      |
| 10 | Uruguay (bandiera) | A     | Tabaré Viúdez          |
| 11 | Uruguay (bandiera) | C     | Mario García           |
| 12 | Uruguay (bandiera) | P     | Yonatan Irrazábal      |
| 13 | Uruguay (bandiera) | D     | Fabrizio Buschiazzo    |
| 14 | Uruguay (bandiera) | D     | Agustín Acosta         |

| N. |                    | Ruolo | Calciatore          |
| -- | ------------------ | ----- | ------------------- |
| 15 | Uruguay (bandiera) | C     | Jim Varela          |
| 16 | Uruguay (bandiera) | C     | Leandro Paiva       |
| 17 | Uruguay (bandiera) | D     | Damián Malrechauffe |
| 18 | Uruguay (bandiera) | A     | Emiliano Villar     |
| 18 | Uruguay (bandiera) | C     | Nicolás Fernández   |
| 19 | Uruguay (bandiera) | A     | Facundo Peraza      |
| 20 | Uruguay (bandiera) | C     | Lucas Puyol         |
| 21 | Uruguay (bandiera) | A     | Franco Pérez        |
| 22 | Uruguay (bandiera) | C     | Esteban González    |
| 23 | Uruguay (bandiera) | C     | Baltasar Barcia     |
| 24 | Uruguay (bandiera) | D     | Lucas Morales       |
| 25 | Uruguay (bandiera) | C     | Ramiro Cristóbal    |
| 28 | Uruguay (bandiera) | P     | Emiliano Corujo     |
| 37 | Brasile (bandiera) | A     | Juninho Rocha       |

## Rosa 2018-2019
| N. |                    | Ruolo | Calciatore               |
| -- | ------------------ | ----- | ------------------------ |
| 1  | Uruguay (bandiera) | P     | Stéfano Perdomo          |
| 2  | Brasile (bandiera) | D     | Cafu                     |
| 3  | Uruguay (bandiera) | D     | Sebastián Sellanes       |
| 4  | Uruguay (bandiera) | C     | Facundo Moreira          |
| 5  | Uruguay (bandiera) | C     | Miguel Márquez           |
| 6  | Uruguay (bandiera) | D     | Gonzalo Camargo          |
| 7  | Uruguay (bandiera) | A     | Marcelo Fernández        |
| 8  | Uruguay (bandiera) | C     | Richard Andrés Rodríguez |
| 9  | Uruguay (bandiera) | A     | Guillermo Maidana        |
| 10 | Uruguay (bandiera) | C     | David Terans             |
| 11 | Uruguay (bandiera) | A     | Danilo Cóccaro           |
| 12 | Uruguay (bandiera) | P     | John Faust               |

| N. |                    | Ruolo | Calciatore        |
| -- | ------------------ | ----- | ----------------- |
| 13 | Uruguay (bandiera) | C     | Bruno Piñatares   |
| 14 | Uruguay (bandiera) | C     | Marcelo Lacerda   |
| 15 | Uruguay (bandiera) | D     | Gonzalo Bazalo    |
| 16 | Uruguay (bandiera) | C     | Sebastián Vázquez |
| 17 | Uruguay (bandiera) | C     | Andrés Silva      |
| 18 | Uruguay (bandiera) | A     | Santiago Barán    |
| 19 | Uruguay (bandiera) | A     | Facundo Rodríguez |
| 21 | Uruguay (bandiera) | D     | Sebastian Ramírez |
| 22 | Uruguay (bandiera) | P     | Guillermo Reyes   |
| 25 | Uruguay (bandiera) | A     | Enzo Herrera      |
| 29 | Uruguay (bandiera) | A     | Octavio Rivero    |
|    | Uruguay (bandiera) | C     | Renato César      |